# Tatort: Durchgedreht
Durchgedreht ist ein Fernsehfilm aus der Krimireihe Tatort. Der vom WDR produzierte Beitrag wurde am 21. August 2016 im Ersten als erste Folge nach der Sommerpause ausgestrahlt. In dieser 990. Tatort-Folge ermitteln die Kölner Kommissare Ballauf und Schenk ihren 67. Fall.

## Handlung
Bei einem nächtlichen Einbruch in das Reihenhaus der Familie Habdank werden die Mutter Freya und der Sohn Jesco ermordet. Der Vater Sven Habdank war als Steuerprüfer auf Dienstreise, die ältere Schwester Anna wird von Kommissar Max Ballauf körperlich unversehrt im Keller des Hauses gefunden. Das achtjährige Mädchen ist völlig verstört und steht unter Schock. Auf der Suche nach dem Täter ermitteln Ballauf und Schenk im familiären Umfeld der Familie und auch gegen den Bauunternehmer Benteler und den Journalisten Winthir, die von Steuerprüfungen durch Sven Habdank betroffen waren.
Benteler und Winthir erweisen sich als unschuldig, dafür gerät Gunnar Schwalb, der Schwager von Freya, in den Fokus der Ermittlungen. Es stellt sich heraus, dass er, selbst geschäftlich gescheitert und seit kurzem arbeitslos, die Morde aus Habgier begangen hat: Seine Frau und er hatten ein Grundstück weit unter Wert an Freya abgetreten; im Falle, dass erst Freyas Kinder und dann Freya gestorben wären, hätte Hilde Schwalb das Grundstück geerbt, da Freya und Sven nicht verheiratet waren. Gunnar wollte Freya und beide Kinder ermorden und es als erweiterten Suizid kaschieren. Der Plan scheiterte, Gunnar tötete Jesco im Schlaf, fand aber Anna nicht und wurde von Freya überrascht, die er dann niederstach.
Der Tat überführt, entführt Gunnar Anna und flüchtet, von Schenk verfolgt, mit seinem Auto. Schließlich fährt er mit Vollgas gegen einen Strommast und begeht so Suizid. Anna hat er vorher aus dem Fahrzeug aussteigen lassen, sie bleibt unversehrt.

## Hintergrund
Der Film wurde vom 17. Februar 2016 bis zum 18. März 2016 in Köln und Umgebung gedreht.

## Rezeption

### Kritiken
„Dieser Krimi […] funktioniert streckenweise ganz wunderbar als Stimmungsbarometer für ein bröckelndes, ein umkämpftes, ein kontrovers diskutiertes Gesellschaftssegment. Schade nur, dass man sich nicht alleine auf die starken Figuren und Dialoge verlassen wollte. Schwerfällige Zeitlupenpassagen und schwülstige Chormusik kommen in den unpassendsten Momenten zum Einsatz, subtile Prozesse der sozialen Erosion werden von Explosionen gesäumt.“

„Rein sozialpädagogisch jedenfalls ist der Fall ein Fest, Ballauf und Schenk können Kaffee und Kölsch trinkend den Wert von Familie verhandeln, denn Ballauf, der alte Junggeselle, weiß schließlich gar nicht, was Liebe ist. Doch das Drehbuch hat noch eine zweite Metaebene vorgesehen, die so unvermittelt serviert wird wie eine Wiesn-Mass beim Kölner Karneval. Einer der beiden Kunden des Steuerfahnders ist ein widerlicher Journalist, was nicht verwundert, weil Journalisten in Fernsehkrimis grundsätzlich eher widerlich sind.“

„Seume hat bislang nur eine Handvoll Filme gedreht, […] aber sie hat auch ihren zweiten ‚Tatort‘ aus Köln auf hohem handwerklichen Niveau inszeniert; die Bildgestaltung besorgte wie schon bei ‚Benutzt‘ Gunnar Fuß. ‚Durchgedreht‘ ist zwar erneut nicht sonderlich temporeich, aber gerade zu Beginn gibt es einige subtil die Spannung steigernde Parallelmontagen; und zum Schluss […] ziehen Fuß und Seume mit einigen schwungvollen Kamerafahrten alle Register für ein dynamisches Finale.“

### Einschaltquote
Die Erstausstrahlung von Durchgedreht am 21. August 2016 wurde in Deutschland von 9,74 Millionen Zuschauern gesehen und erreichte einen Marktanteil von 29,4 % für Das Erste.

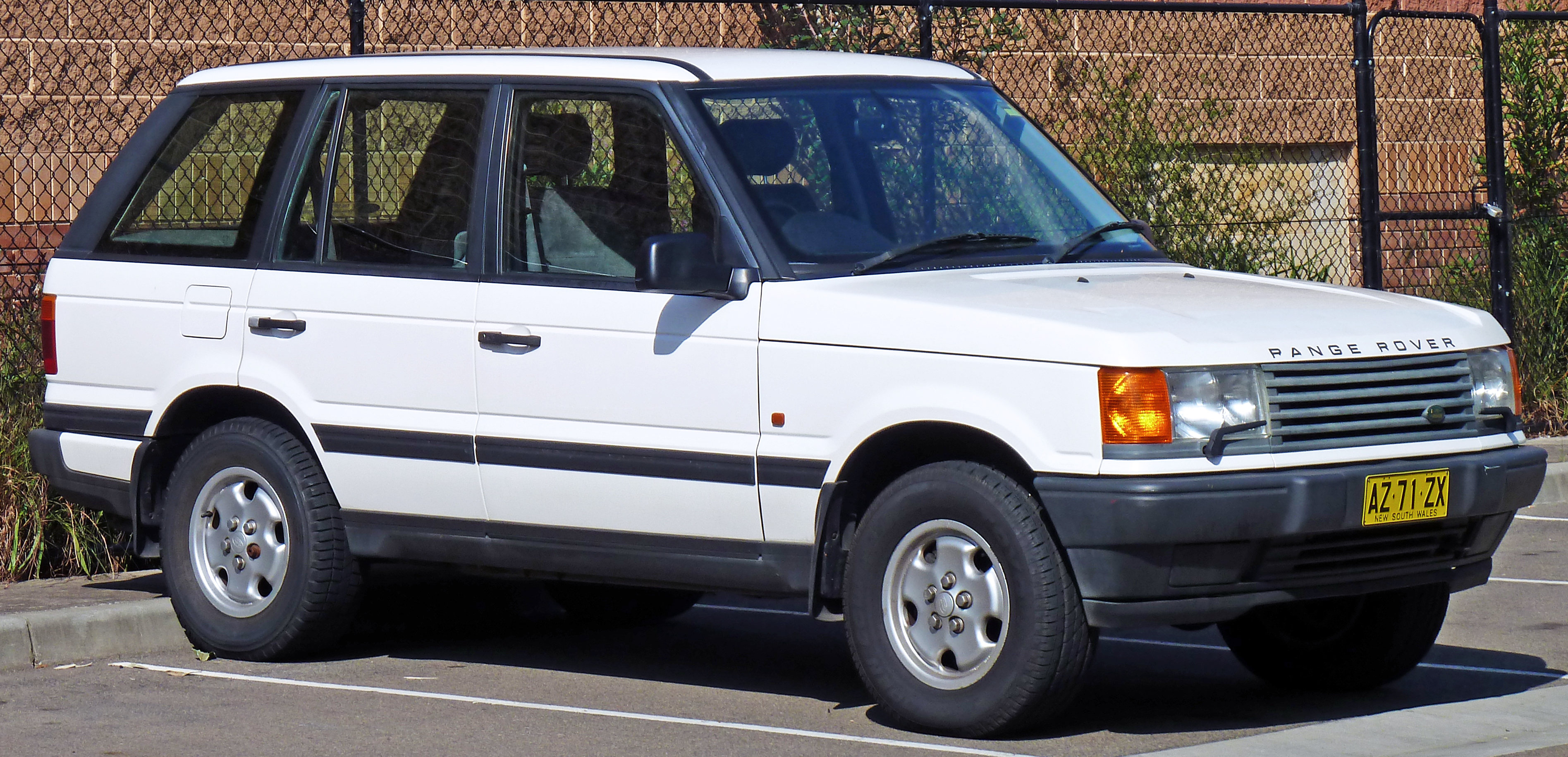
Range Rover 1994–98

## Trivia
Freddy Schenk fährt in dieser Episode einen anthrazitfarbenen Range Rover mit dem Kennzeichen K-AB 5036. Dieser ist im Gegensatz zu modernen SUVs voll geländetauglich und wurde wegen seiner im Vergleich zu anderen Geländewagen dieser Epoche üppigen Innenausstattung „rollendes Wohnzimmer“ genannt. Das im Film verwendete Exemplar stammt aus der ersten Hälfte der zweiten Generation (1994–98) und hat getönte Scheiben, eine Anhängerkupplung sowie Gebrauchsspuren in Form von mehreren Kleinschäden an der Karosserie und den Stoßfängern.